# Team Sky/2014
Deze pagina geeft een overzicht van de Sky ProCycling-wielerploeg in 2014. 

## Algemeen
Sponsor: BSkyB
Algemeen manager: Dave Brailsford
Teammanager: Nicolas Portal
Ploegleiders: Kurt-Asle Arvesen, Servais Knaven
Fietsen: Pinarello
Materiaal: Shimano
Kleding: Rapha
Auto's: Jaguar
Kopmannen: Dario Cataldo, Chris Froome

## Renners
| Naam                     | Geboortedatum | Nationaliteit       | Ploeg 2013                               |
| ------------------------ | ------------- | ------------------- | ---------------------------------------- |
| Edvald Boasson Hagen     | 17-05-1987    | Noorwegen           |                                          |
| Ian Boswell              | 07-02-1991    | Verenigde Staten    |                                          |
| Dario Cataldo            | 17-03-1985    | Italië              |                                          |
| Philip Deignan           | 07-09-1983    | Ierland             | Unitedhealthcare Pro Cycling             |
| Joe Dombrowski           | 12-05-1991    | Verenigde Staten    |                                          |
| Nathan Earle             | 04-06-1988    | Australië           | Huon Salmon-Genesys Wealth Advisers, Neo |
| Josh Edmondson           | 06-07-1992    | Verenigd Koninkrijk |                                          |
| Bernhard Eisel           | 17-02-1981    | Oostenrijk          |                                          |
| Chris Froome             | 20-05-1985    | Verenigd Koninkrijk |                                          |
| Sebastián Henao          | 05-08-1993    | Colombia            | Colombia Coldeportes                     |
| Sergio Henao             | 10-12-1987    | Colombia            |                                          |
| Peter Kennaugh           | 15-06-1989    | Verenigd Koninkrijk |                                          |
| Vasil Kiryjenka          | 28-06-1981    | Wit-Rusland         |                                          |
| Christian Knees          | 05-03-1981    | Duitsland           |                                          |
| David López García       | 13-05-1981    | Spanje              |                                          |
| Mikel Nieve              | 26-05-1984    | Spanje              | Euskaltel-Euskadi                        |
| Danny Pate               | 24-03-1979    | Verenigde Staten    |                                          |
| Richie Porte             | 30-01-1985    | Australië           |                                          |
| Salvatore Puccio         | 31-08-1989    | Italië              |                                          |
| Gabriel Rasch (tot 13-4) | 08-04-1976    | Noorwegen           |                                          |
| Luke Rowe                | 10-03-1990    | Verenigd Koninkrijk |                                          |
| Kanstantsin Siwtsow      | 09-08-1982    | Wit-Rusland         |                                          |
| Ian Stannard             | 25-05-1987    | Verenigd Koninkrijk |                                          |
| Chris Sutton             | 10-09-1984    | Australië           |                                          |
| Ben Swift                | 06-12-1987    | Verenigd Koninkrijk |                                          |
| Geraint Thomas           | 25-05-1986    | Verenigd Koninkrijk |                                          |
| Jonathan Tiernan-Locke   | 26-12-1984    | Verenigd Koninkrijk |                                          |
| Bradley Wiggins          | 28-04-1980    | Verenigd Koninkrijk |                                          |
| Xabier Zandio            | 17-03-1977    | Spanje              |                                          |
| Stagiairs                |               |                     |                                          |
| Davide Martinelli        | 31-05-1993    | Italië              |                                          |

### Vertrokken
| Renner         | Team 2014               |
| -------------- | ----------------------- |
| Mathew Hayman  | Orica-GreenEdge         |
| Rigoberto Urán | Omega Pharma-Quick-Step |

## Belangrijke overwinningen
Nationale kampioenschappen
 Verenigd Koninkrijk, tijdrit: Bradley Wiggins
 Wit-Rusland, tijdrit: Kanstantsin Siwtsow
 Verenigd Koninkrijk, wegrit: Peter Kennaugh
Tour Down Under
5e etappe: Richie Porte
Ronde van Oman
5e etappe: Chris Froome
Eindklassement: Chris Froome
Ploegenklassment
Omloop Het Nieuwsblad
Winnaar: Ian Stannard
Internationale Wielerweek
1e etappe (A): Ben Swift
1e etappe (B) (TTT): Dario Cataldo, Peter Kennaugh, Vasil Kiryjenka en Ben Siwft
2e etappe: Peter Kennaugh
4e etappe: Dario Cataldo
Eindklassement: Peter Kennaugh
Puntenklassement: Ben Swift
Ploegenklassement
Ronde van het Baskenland
5e etappe: Ben Swift
Ronde van Romandië
5e etappe (ITT): Chris Froome
Eindklassement: Chris Froome
Ronde van Californië
2e etappe (ITT): Bradley Wiggins
Eindklassement: Bradley Wiggins
Ronde van Beieren
4e etappe (ITT): Geraint Thomas
Eindklassement: Geraint Thomas
Ploegenklassement
Critérium du Dauphiné
1e etappe (ITT): Chris Froome
2e etappe: Chris Froome
8e etappe: Mikel Nieve
Puntenklassement: Chris Froome
Ronde van Oostenrijk
1e etappe: Peter Kennaugh
Eindklassement: Peter Kennaugh
Gemenebestspelen
Wegrit: Geraint Thomas
Ronde van Groot-Brittannië
8e etappe (A) (ITT): Bradley Wiggins
Wereldkampioenschap
Tijdrit: Bradley Wiggins
2010 · 2011 · 2012 · 2013 · 2014 · 2015 · 2016 · 2017 · 2018 · 2019 · 2020 · 2021 · 2022 · 2023 · 2024 · 2025
AG2R-La Mondiale · Astana · Belkin Pro Cycling · BMC Racing Team · Cannondale Pro Cycling Team · Team Europcar · FDJ · Garmin Sharp · Giant-Shimano · Katjoesja · Lampre-Merida · Lotto-Belisol · Team Movistar · Omega Pharma-Quick-Step · Orica-GreenEdge · Team Sky · Tinkoff-Saxo · Trek Factory Racing